# Zegzel

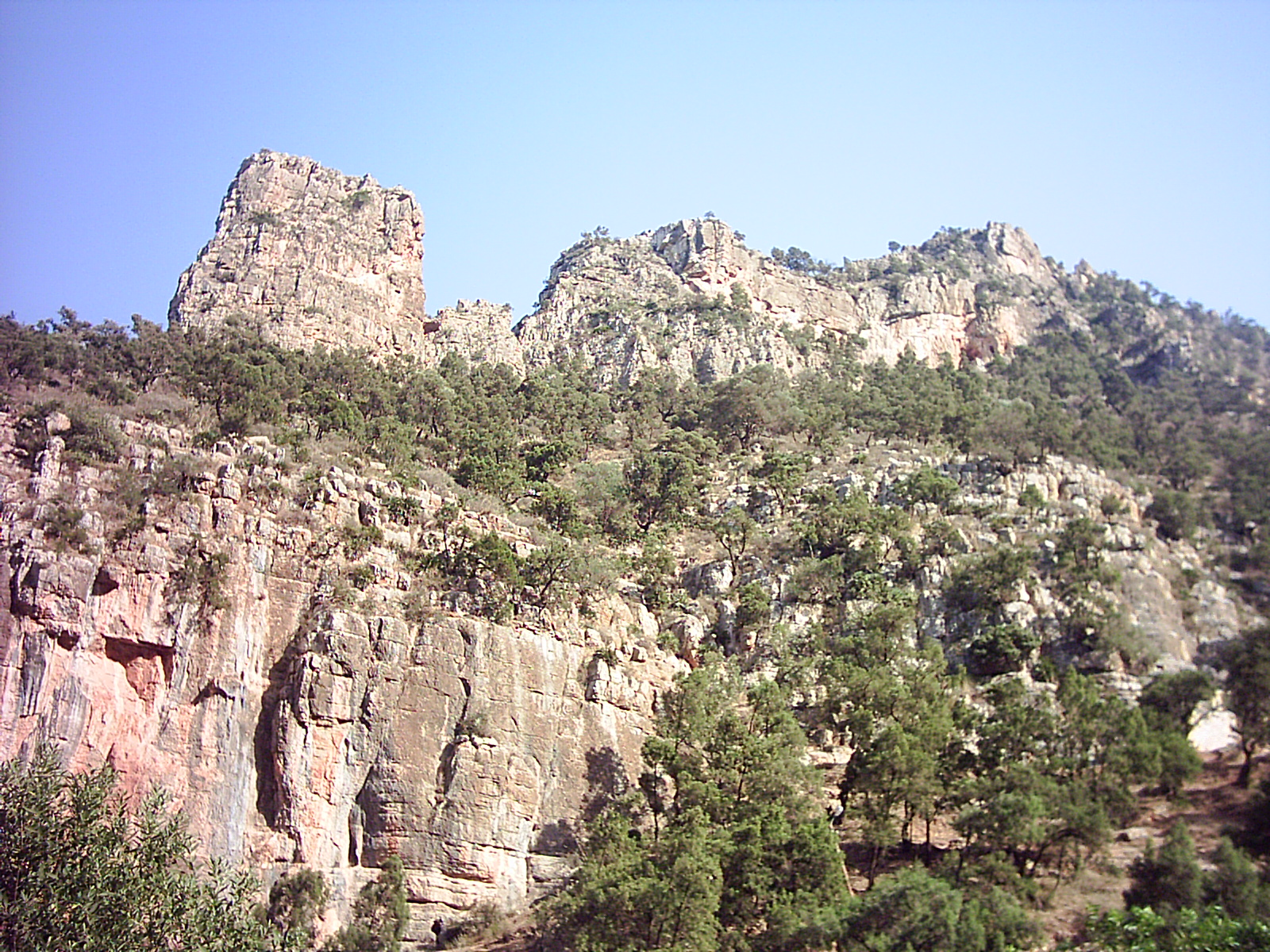
Bergtop van de grot, gelijkend op een "kameel"

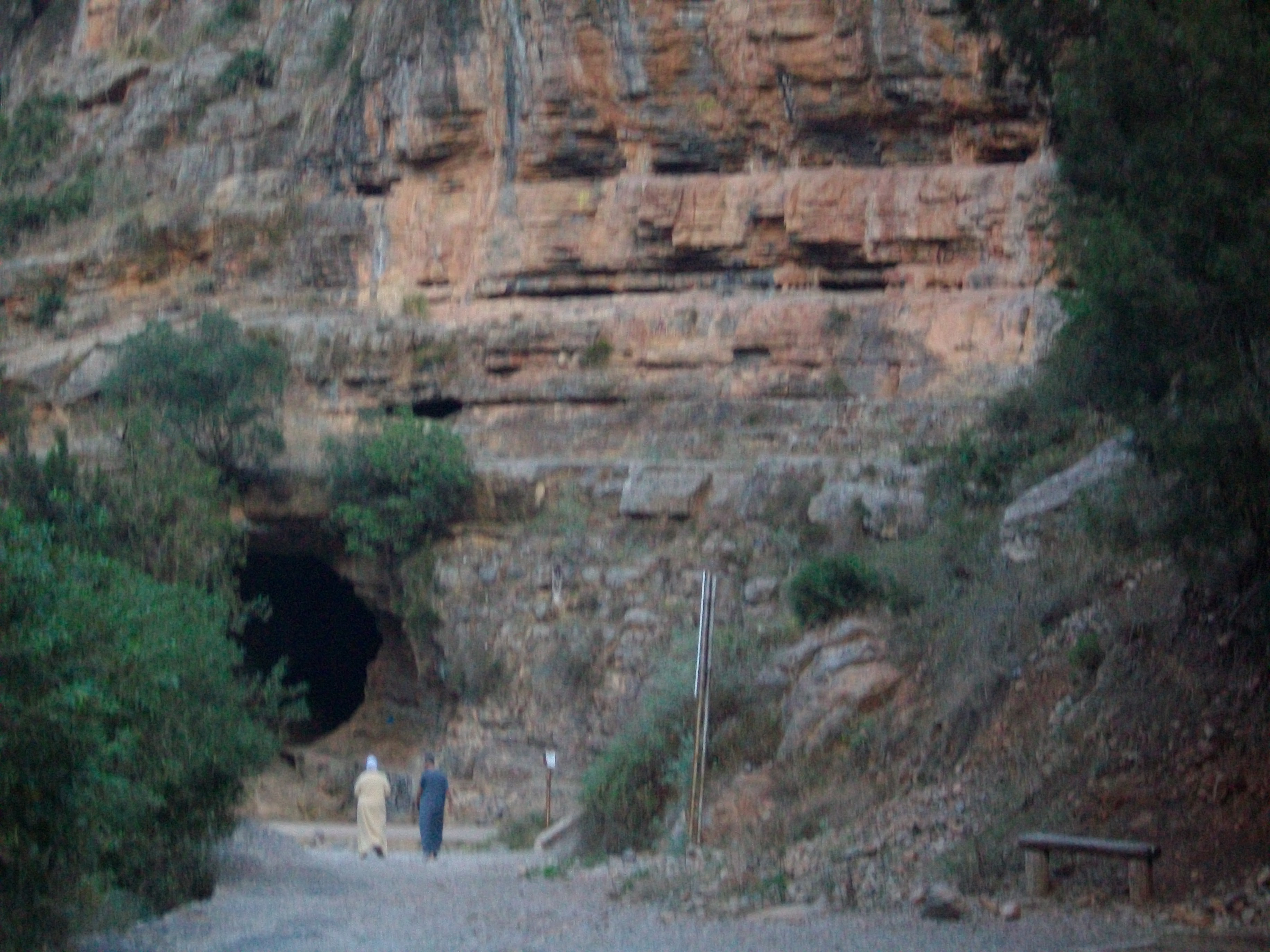
Ingang van de grot van Zegzel

Zegzel is een vallei en een rivier die stroomt door een gebied van 6000 hectare in de Marokkaanse provincie Berkane, een onderdeel van Oriental. Zegzel ligt op 10 kilometer van de stad Berkane en 25 km van de grens met Algerije.

## Bezienswaardig
Bezienswaardig zijn de grotten bij de rivier en de bossen van Tafoughalt en het Beni Snassen gebergte.
Tot in 2010 vloeide de rivier (bron) door de "Kamelengrot", genoemd naar de bergtop die lijkt op een kameel. In oktober 2012 leidden ze het water om en de grotten zijn niet meer open voor publiek. De ingang is versperd met een natuurlijke omheining van struiken met doornen. Wandelingen in de omringende bossen en bergen zijn mogelijk. De warmwaterbron van Fezouan met zijn sfeervolle souq (markt) ligt op een boogscheut van Zegzel.